# 黎艾
黎艾（越南语：／；1868年—1901年或1902年），越南阮朝官員。

## 生平
黎艾是廣義省思義府慕德縣知德總平安村沙平邑（今屬廣義省德普市社普明坊）人，嗣德二十一年（1868年）出生。成泰三年（1891年），參加平定場鄉試，考中舉人。後以舉人身份任慕德縣訓導。成泰十三年（1901年），黎艾會試中格，庭試考中進士。
黎艾考中進士後未及任官便去世。